# Kruppkoncernen
Kruppkoncernen eller Kruppverken (tyska: Krupp-Werke) även Friedrich Krupp AG, Fried. Krupp och Fried. Krupp AG Hoesch-Krupp (1992–1999), i allmänt tal Krupp, var en tysk industrikoncern, sedan 1999 ena delen av ThyssenKrupp, i huvudsak verksam inom stål- och verkstadsindustrin. Företaget grundades 1811 i Essen. Två prominenta företrädare för företaget var Gustav Krupp (1870–1950) och hans son Alfried Krupp (1907–1967).

## Historia
Det historiska Krupp är framförallt känt för sin gruvverksamhet i Ruhrområdet och den tillhörande vapentillverkningen som skedde inte bara för Tysklands räkning utan även för andra länders, bland annat den senare fienden Storbritannien. Under första världskriget fanns vapen tillverkade av Krupp på båda sidor. Kruppverken var den viktigaste vapenfabriken i Tyska riket mellan 1860 och 1945. Den utvecklades från en liten smedja till ett av de viktigaste företagen i de olika tyska regimer den han verka ifrån 1800-talet och framåt. Krupp blev till ett begrepp där man bland annat myntade uttrycket Hart wie Kruppstahl och där företaget skapade nya vapen som bland annat den stora kanontypen kallad Tjocka Berta.

### Alfred Krupp – skaparen av storkoncernen

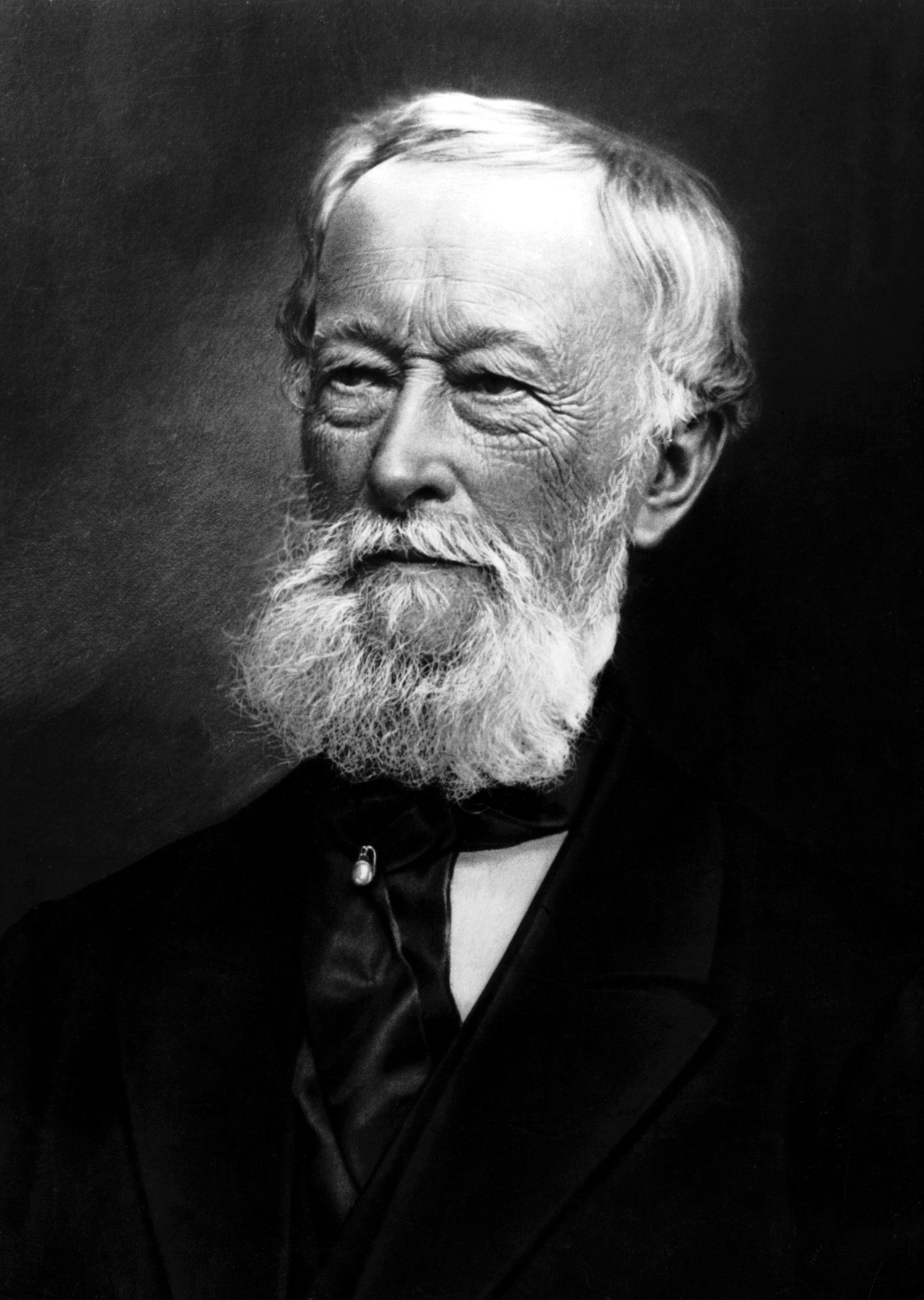
Alfred Krupp skapade världskoncernen

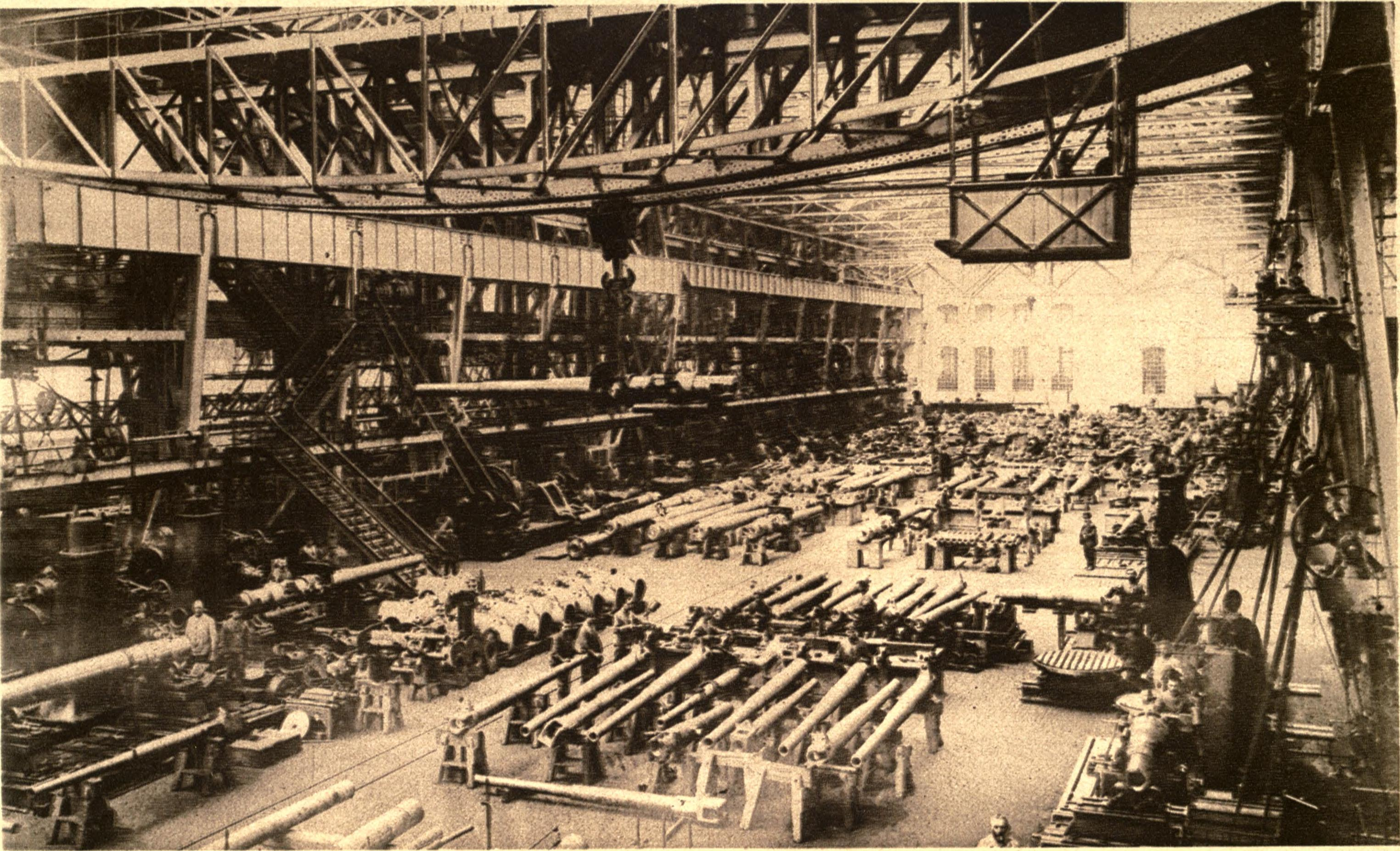
Essen var under århundraden en vapensmedja, med allt från mindre smedjor, till som på bilden Kruppkoncernens stora vapenfabriker (här under Första världskriget)

Friedrich Krupp grundade Fried. Krupp 1811 då han startade tillverkning av gjutstål. Friedrich Krupp hade stora planer men hans investeringar ledde till skulder och vid hans död 1826 var företagets framtid högst osäker med stora skulder. Änkan Therese och sonen Alfred Krupp tog över företaget och den då 14-årige Alfred lyckades få fart på företaget. Familjen byggde i anslutning till det stålverk som Friedrich byggt upp. Det lilla hus, som familjen flyttade till på grund av de ekonomiska problemen, var från början tänkt att vara hem för en av verkmästarna. Huset stod kvar allteftersom fabriken byggdes ut och var ett udda inslag i det fabrikslandskap som byggdes upp. Under de allierades bombningar under andra världskriget förstördes huset men en kopia byggdes upp. 
År 1847 inledde Alfred Krupp satsningen på tillverkning åt järnvägen. Krupp gynnades av den tyska tullunion som skapats där de olika tyska länderna öppnade upp sina gränser för varandra och banade vägen för stora utbyggnader av det tyska järnvägsnätet. 
1862 började Krupp använda sig av den brittiska Bessemerprocessen som första företag på kontinenten. Fried. Krupp hade fått framgång genom de stora satsningar på järnväg som inleddes. Företagets symbol härrör från denna tillverkning. Det som skulle ge de riktigt stora inkomster var satsningen på vapentillverkning. Preussen blev storkund och när Preussen enat de tyska staterna till Tyska riket 1871 blev Krupp leverantör till den nya stormakten som satsade stora resurser på militären. Krupp blev mest kända för sin utveckling av kanoner som förevisades på världsutställningar. En annan viktig del i den militära produktionen var marinens beställningar. 1893 köpte man upp Grusonverken i Magdeburg-Bukau och 1896 Germaniavarvet i Tegel, senare i Kiel-Garten.
Under 1864 inledde Krupp sina stora uppköp av gruvor i Ruhrområdet för att göra koncernen oberoende av utomstående leverantörer – koncernen byggs ut vertikalt. Vid samma tid breddas koncernens verksamhetsområden då Krupp startar ett rederi för sina transporter utomlands i Rotterdam. År 1836 skapades en hjälpkassa för arbetarna som användes vid olycks- och dödsfall. Från 1850-talet inleddes olika satsningar från företagets sida på sociala inrättningar i Essen där en befolkningsexplosion skapat stora sociala problem. Krupp såg framförallt en risk för att den nya socialdemokratiska rörelsen skulle skapa strejker och det var ett av de tyngsta skälen för skapandet av sjukhus, vårdinrättningar med mera. Arbetarna på Krupp, "Kruppianerna", levde i en Kruppvärld med bageri, affärer och lägenheter ägda av Krupp.
De ekonomiska svårigheter som företaget hamnade i kom det ur tack vare sina täta kontakter med statsmakterna som inte bara innebar nya beställningar utan också lån till företaget. Fram till Första världskriget fortsatte den tyska upprustningen med Tysklands vapensmedja som ivrig påhejare. 1902 avled Friedrich Alfred Krupp och företaget omvandlades 1903 till ett aktiebolag som tillföll dottern Bertha Krupp med modern Margarete som förmyndare. När Bertha 1906 gifte sig med Gustav von Bohlen und Halbach innebar det makens makttillträde som ledare för koncernen. Det bestämdes att Gustav skulle lägga till Krupp i sitt namn för att markera sin tillhörighet och för att släktnamnet Krupp inte skulle dö ut.

### Första världskriget och mellankrigstiden
Under första världskriget levererade Kruppkoncernen en stor mängd materiel till den tyska krigsmakten. Kruppkoncernen tjänade stora summor under kriget, även på patentavtal man uppgjort före kriget med brittiska och franska vapentillverkare. 
Vapentekniskt låg man långt fram, "kruppansaret" ansågs både före och en god tid efter första världskriget som världens mest motståndskraftiga. Under kriget utvecklades även den kända Tjocka Bertha, den första "superkanonen". 
Efter kriget införde segrarmakterna med Storbritannien och Frankrike i spetsen hårda restriktioner: utveckling och tillverkning av vapen i Tyskland förbjöds. Detta hindrade inte Krupp som på olika sätt bröt mot förbudet. Koncernen utvecklade i smyg nya vapen i Essen och skapade samarbeten med utländska företag, däribland svenska Bofors. Inspektörer lurades på snillrika sätt.
Bland svenska kanoner utvecklade av Krupp märks 7 cm fältkanon m/02, 10 cm fältkanon m/17,  15 cm Fälthaubits m/06 och 21 cm Fälthaubits m/17.

### Krupp i Tredje riket och under andra världskriget

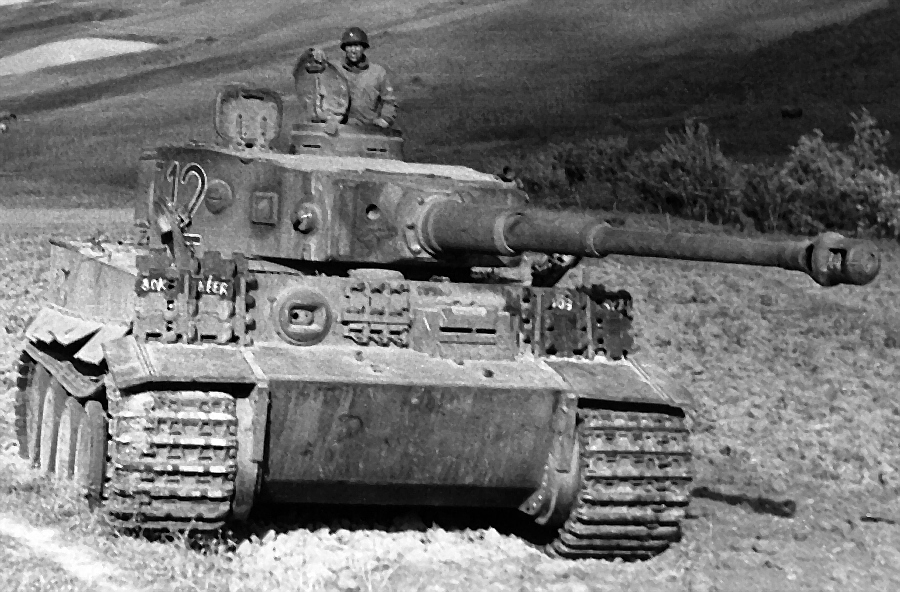
Tiger-stridsvagn, delvis tillverkad av Krupp.

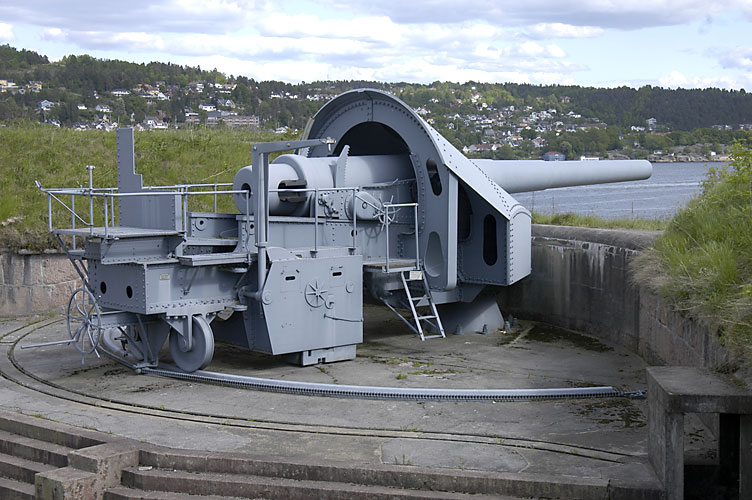
Aron, en 280 mm Krupp-kanon på Oscarsborg.

Krupp var tidigt sympatisörer till Hitler och nazisterna. Ett samarbete startade redan innan nazisternas maktövertagande 1933. Året efter startades Tysklands återupprustning med Krupp som ett av de ledande företagen. Brevväxling mellan Gustav Krupp von Bohlen und Halbach och Adolf Hitler finns bevarande i Krupparkivet. Adolf Hitler besökte själv Kruppverken som snabbt kunde starta upp sin krigsproduktion efter att under 1920-talet i hemlighet haft kvar sin verksamhet.
Kruppkoncernen hade under 1930-talet och andra världskriget del i tillverkningen av flertalet tyngre vapen som användes av de tyska styrkorna, som artilleripjäser, stridsvagnar och u-båtar. Krupps stålverk levererade även stora mängder pansarplåt till andra tyska tillverkare av tunga vapen.
År 1943 tog Alfried Krupp von Bohlen und Halbach helt över företaget sedan han från 1940 tagit över mer och mer uppgifter från sin insjuknade far. I samband med detta överförde hans mor Bertha Krupp von Bohlen und Halbach alla sina aktier till sonen och företaget omvandlades från ett aktiebolag till att helt vara i Alfried Krupps ägo. Detta krävde en speciallag – Lex Krupp – som beviljades av Hitler tack vare de nära kontakterna mellan familjen Krupp och naziregimen.
Under 1944 intensifierades de allierades bombningar av Essen och Kruppverken. Trots bombningarna lyckades företaget hålla igång viss produktion och det försökte också att flytta produktion utanför de mest centrala delarna av Essen. Huvudkontoret förlades till familjen Krupps högborg Villa Hügel.
Krupp var ett av alla de företag som under andra världskriget använde sig av slavarbetare som hämtades från de av Tyskland ockuperade territorierna. År 1944 beräknas över 70 000 tvångsarbetare vara verksamma vid koncernens fabriker. Företaget använde slavarbetarna hänsynslöst, och Alfried Krupp von Bohlen und Halbach dömdes vid Krupprättegången 1947–1948 till 12 års fängelse för krigsförbrytelser och brott mot mänskligheten.

### Återuppbyggnad av Kruppkoncernen

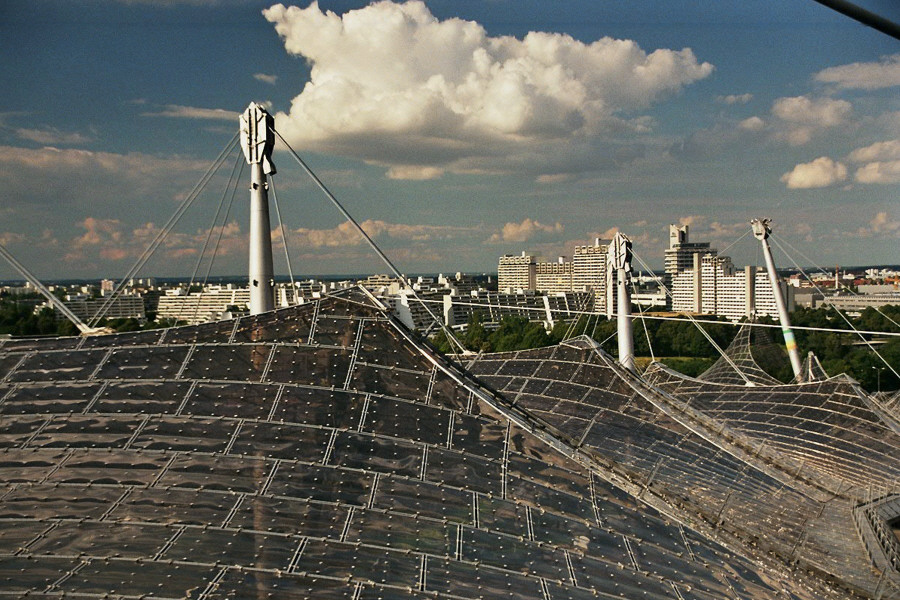
Krupp stod för stålkonstruktionen till Münchens Olympiastadion inför de olympiska spelen 1972. Man stod också för framställningen av den olympiska facklan vid spelen.

Efter andra världskriget skulle företaget delas upp eftersom det spelat en vital del i det tyska krigsmaskineriet. Alfried Krupp von Bohlen und Halbach satt samtidigt i förvar hos de allierade och dömdes 1948 vid Krupprättegången för krigsförbrytelse. Under tiden monterades det som var kvar av de sönderbombade fabrikerna ner och fördes bland annat som krigsskadestånd till Sovjetunionen. Koncernen levde vidare genom alla de olika dotterbolagen som nu verkade på egen hand utan någon central förvaltning.
De politiska vindarna skulle snart komma att blåsa i en riktning som gynnade koncernen och dess ledare Alfried Krupp von Bohlen und Halbach. År 1951 fick han lämna Landsbergfängelset i Landsberg am Lech där han suttit tillsammans med de andra ledarna av företaget. Restriktionerna var till en början hårda från de allierades sida och Alfried Krupp von Bohlen und Halbach fick bland annat skriva under ett avtal där han fick gå med på att inte starta upp tillverkning av vapen. Hårda restriktioner fanns också för kol- och ståldelen där det inte fick ha egna fabriker. Alfried Krupp von Bohlen und Halbach startade snabbt en målmedveten satsning på att föra tillbaka koncernen. 
En viktig del i detta var när han värvade Berthold Beitz som VD. Alfried Krupp von Bohlen und Halbach och Beitz skulle bli ett av de mest framgångsrika företagsledarna under Wirtschaftswunder. Under 1950-talet började koncernen efterhand alltmer att böja på de regler och avtal som det ingått och verkade aktivt för att häva restriktionerna – det fanns en tydlig vilja att få tillbaka rätten att ha egen ståltillverkning och att återförena alla delar av den splittrade koncernen. Opinionen var emot detta i både Tyskland och utlandet men medvetna PR-kampanjer och lobbying skulle ge verkan och kring 1960 ansågs företaget fått tillbaka sin status som självständigt bolag.

### Internationalisering och nya områden
Restriktioner som utfärdades gjorde att koncernen fick rikta in sig på nya områden. Krupp började att skicka sina ingenjörer över hela världen för att få konstruktionsuppdrag för att uppföra stålverk över hela världen. Nya marknader blev bland annat Indien och Turkiet. En annan ny inriktning var konstruktion och byggande av broar. I Sverige är Älvsborgsbron i Göteborg tillverkad av Krupp. I Sydamerika skedde flera olika projekt, däribland byggandet av en fordonskomponentfabrik i Campo Limpo utanför São Paulo 1960-1961. Fordons- och maskintillverkningen satsar man vidare på genom köpet av Atlas-Werke AG.
1967 beslutade Alfried Krupp att skapa en stiftelse, Alfried Krupp von Bohlen und Halbach-Stiftung, att ta över efter hans frånfälle - hans son Arndt von Bohlen und Halbach valde att frånsäga sig sitt arv till förmån för stiftelsen mot att han fick ett årligt apanage. 1967 avled Alfried Krupp von Bohlen und Halbach och 1968 omvandlades Kruppkoncernen till Fried. Krupp GmbH. Chef för stiftelsen blev Berthold Beitz.

### Kris i Ruhr

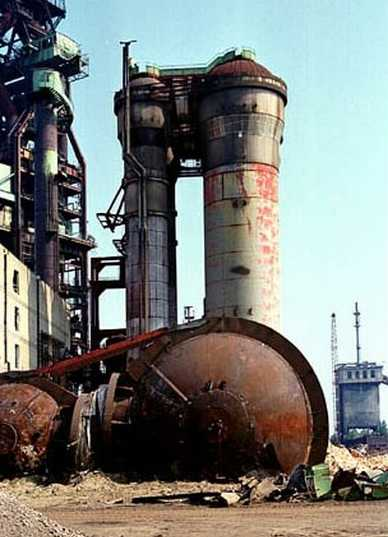
År 1983: Krupp i Rheinhausen rivs

Under 1970-talet uppmärksammades de hårda förhållandena för arbetarna vid Krupp allt mer, bland annat genom reportage av Günter Wallraff, och företaget fick hård kritik. Samtidigt blev krisen i Ruhr allt tydligare där gruvor lades ner och fabriker lades ner. Miljön i Ruhr var extremt dålig efter decennier av miljöförstöring från fabrikerna. 
1976 köpte den iranska staten 25 % av Krupp. Detta följde sedan koncernen 1974 inlett ett samarbete med Iran.
1980–1983 omvandlades koncernen till ett holdingbolag. Vid samma period diskuterades för första gången ett samgående med Thyssen som inte realiserades. Företagen började dock samarbeta allt mer vilket banade vägen för den fusion som senare skulle ske.

### ThyssenKrupp
Huvudartikel: ThyssenKrupp
Den allt sämre konjunkturen under 1980-talet tvingade företaget och hela Ruhrområdet att tänka om och nystrukturera. De nya förhållandena med stora nedläggningar och varsel ledde till fusioner. 1992 ingick företaget en fusion med Hoesch och blev Fried. Krupp AG Hoesch-Krupp. Dagens Krupp är en del av ThyssenKrupp efter en fusion med Thyssen år 1999. Företaget har moderniserats mycket under de senaste åren där det gått från den traditionella verksamheten byggd på gruvor till moderna konstruktörsjobb inom stålindustrin med mera.

## Personer
- Friedrich Krupp
- Alfred Krupp
- Friedrich Alfred Krupp
- Gustav Krupp von Bohlen und Halbach
- Alfried Krupp von Bohlen und Halbach
- Berthold Beitz

## Lastbilstillverkning
Huvudartikel: Krupp Nutzfahrzeuge

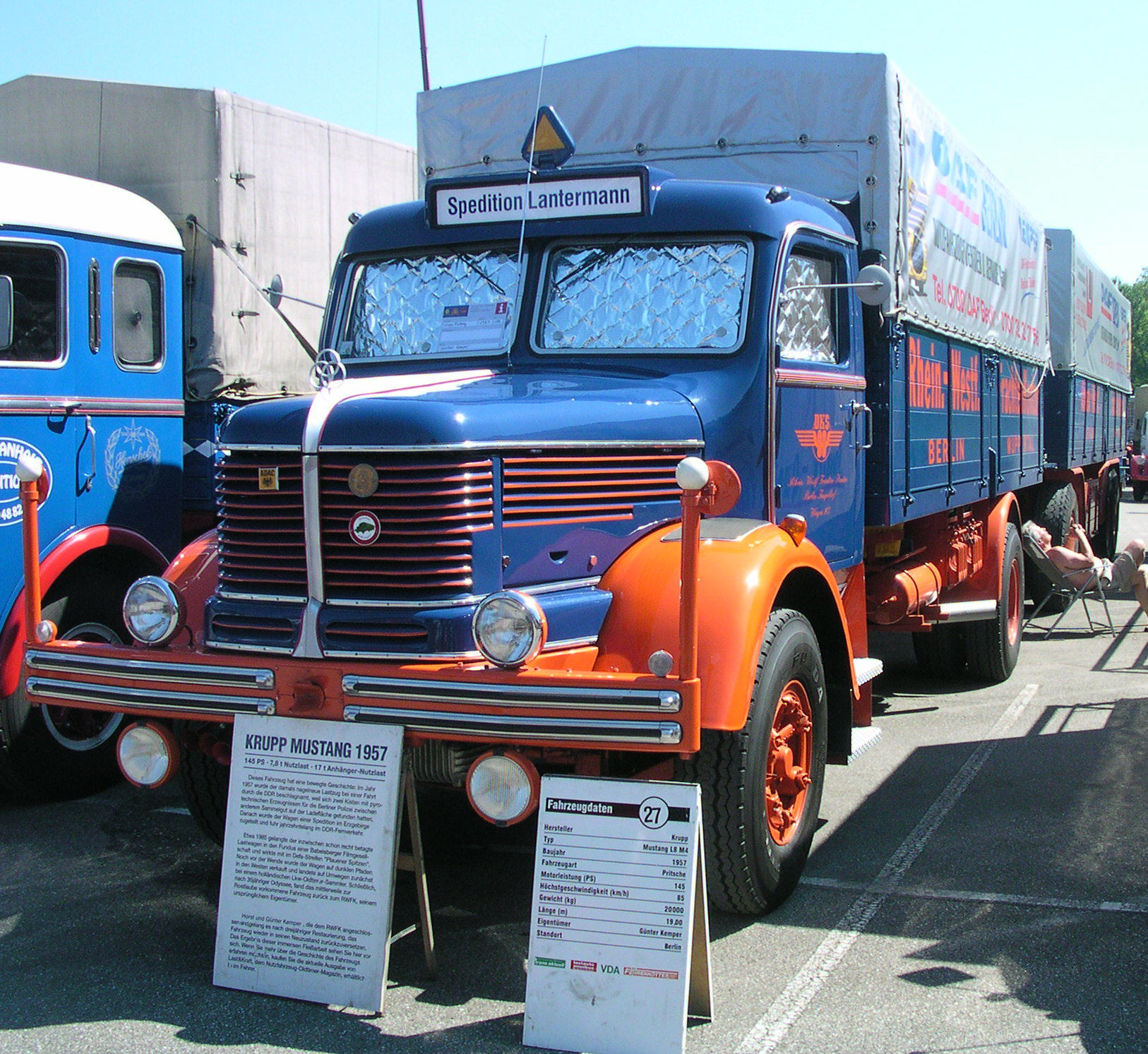
Mustang L8 M4

Krupp var framförallt kända för sin vapentillverkning men företaget hade genom sina många olika bolag en stor bredd baserad på kol och stål. En av de idag mindre kända delarna var lastbilstillverkning där koncernen fram till 1960-talet tillhörde de stora i Tyskland. Krupp började tillverka lastbilar på 1920-talet.